# Agapetus I.
Svatý Agapetus I. († 22. dubna 536 v Konstantinopoli) byl papežem od 13. května 535 do 22. dubna 536. Svátek má 22. dubna.

## Život
Narodil se v rodině římského kněze Gordiana, zabitého při pouličních nepokojích po smrti papeže Symmacha, jméno Agapetos je ale řecké a znamená „milovaný“. Agapetus spolupracoval s Cassiodorem na budování knihovny řeckých a latinských církevních autorů v Římě i na projektu kláštera Vivarium, kde se velcí řečtí filosofové překládali do latiny. Roku 535 byl zvolen papežem a zrušil několik rozsudků svého předchůdce, které nepokládal za spravedlivé.
Na žádost ostrogótského krále Theodahada podnikl cestu do Konstantinopole, aby císaři Justiniánovi rozmluvil válečnou výpravu do Itálie, k níž se právě na Sicílii chystal byzantský vojevůdce Belisarius. V Konstantinopoli byl přijat s velkými poctami a i když u císaře nepochodil, dosáhl dohody v odsouzení monofysitské hereze, kterou podporovala i císařovna. Když císař Agapetovi hrozil vyhnanstvím, odpověděl prý: „Toužil jsem spatřit nejkřesťanštějšího císaře Justiniána, ale místo toho jsem našel Diokleciána, jehož hrozby mě ale neděsí.“ Nakonec císař ustoupil a vděční východní věřící uctívají Agapeta jako světce. Ten ovšem brzy nato onemocněl a zemřel, jeho ostatky byly dopraveny do Říma a pohřbeny v basilice svatého Petra.
Zachovalo se několik Agapetových dopisů z korespondence s císařem Justiniánem a s biskupy v Africe.

## Odkazy

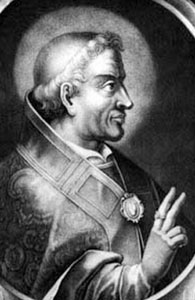
Svatý Agapetus I.